# الفلمنكية الغربية
اللهجة الفلمنية الغربية هي مجموعة لهجات من اللغة الهولندية يتحدثها سكان عدة مناطق في هولندا وبلجيكا وفرنسا. يتحدث الفلمنية الغربية نحو 1.05 مليون شخص في الفلاندر الغربية ببلجيكا، و90,000 في مقاطعة الفلاندر الزيلندية الساحلية الهولندية، و20,000 في شمال إقليم نور الفرنسي، حيث تُصنَّف - بصفتها لهجةً معترفاً بها من اللغة الهولندية - كواحدةٍ من لغات فرنسا. من المدن الأساسية التي تستعمل فيها اللهجة الفلمنية الغربية بكثرة: بروج وكوتريكج وأوستيند ورويسيلار ويبرس.
أحياناً تُصنَّف لهجات باقي مقاطعة زيلند الهولندية (الزيلندية) كلهجاتٍ تابعةٍ للفلمنية الغربية، إلا أن هذا الأمر لا زال محلَّ جدل. إلا أن لهجات الفلاندر الزيلندية تحسب على الفلمنية الشرقية والغربية، والواقع أن كلاهما متربطتان بمجموعة لهجات تمتدُّ شمالاً حتى اللهجة الهولندية.
تصنف منظمة اليونسكو العالمية اللهجة الفلمنية الغربية على أنها «لغة حساسة» أو «عرضة للخطر» في كتابها الأحمر للغات المهددة.